# 清軟顎近音
清軟顎近音是一種輔音，使用於一些口語中。國際音標通常寫作⟨ɰ̊⟩，但當未指明清軟顎近音是否為圓唇時，這組音標並不適合使用（音標⟨ɰ̊⟩就已經指明了該音為不圓唇音），若寫成⟨x̞⟩、⟨ɣ̞̊⟩或⟨ɣ̊˕⟩ 就可以避開上述問題。可參見濁軟顎近音。

## 特徵
清軟顎近音的特徵包括：
- 調音方法是無擦通音／近音，即是將舌頭放近另一個調音部位，但不收窄聲腔，故此不會做成湍流。

- 調音部位是軟腭，即以舌根部位抵住軟腭。

- 發聲類型是清音，意味着發音時聲帶並不顫動。
- 本輔音是口腔輔音（口音），表示調音時空氣只從口裡流出。
- 本輔音為中央輔音，調音時氣流在口腔的中央流過舌面，而不從兩側流過。
- 氣流機制是肺部氣流，即由肺與橫膈膜驱动空气。

## 出現於
| 語言     | 語言             | 詞彙        | IPA         | 意思       | 註釋 |
| -------- | ---------------- | ----------- | ----------- | ---------- | --- |
| 挪威語   | 布雷克方言       |             | [sɛɰ̊]       | 自己       | /ɡ/在字尾的同位異音。據研究，这種情況只出現在這個詞中。參見挪威語音系。                                                          |
| 挪威語   | 卡德法涅斯方言   |             | [sɛɰ̊]       | 自己       | /ɡ/在字尾的同位異音。據研究，这種情況只出現在這個詞中。參見挪威語音系。                                                          |
| 挪威語   | 瑟休森方言       | [sæɰ̊]       |             | 自己       | /ɡ/在字尾的同位異音。據研究，这種情況只出現在這個詞中。參見挪威語音系。                                                          |
| 挪威語   | 溫德海姆方言     | [seɰ̊]       |             | 自己       | /ɡ/在字尾的同位異音。據研究，这種情況只出現在這個詞中。參見挪威語音系。                                                          |
| 挪威語   | 布萊尼方言       |             | [stæɰ̊kɑstə] | 最強壯的   | /r/與清輔音接觸時的同位異音。確切的分布可能隨著方言而有所不同。在哈夫爾斯峽灣方言中，[ɰ̊]還可能出現於seg 一词中。參見挪威語音系。 |
| 挪威語   | 哈夫爾斯峽灣方言 |             | [stæɰ̊kɑstə] | 最強壯的   | /r/與清輔音接觸時的同位異音。確切的分布可能隨著方言而有所不同。在哈夫爾斯峽灣方言中，[ɰ̊]還可能出現於seg 一词中。參見挪威語音系。 |
| 挪威語   | 勞恩達倫方言     |             | [stæɰ̊kɑstə] | 最強壯的   | /r/與清輔音接觸時的同位異音。確切的分布可能隨著方言而有所不同。在哈夫爾斯峽灣方言中，[ɰ̊]還可能出現於seg 一词中。參見挪威語音系。 |
| 挪威語   | 斯堂赫勒方言     |             | [stæɰ̊kɑstə] | 最強壯的   | /r/與清輔音接觸時的同位異音。確切的分布可能隨著方言而有所不同。在哈夫爾斯峽灣方言中，[ɰ̊]還可能出現於seg 一词中。參見挪威語音系。 |
| 挪威語   | 菲林斯達倫方言   | [stæɰ̊kestɛ] |             | 最強壯的   | /r/與清輔音接觸時的同位異音。確切的分布可能隨著方言而有所不同。在哈夫爾斯峽灣方言中，[ɰ̊]還可能出現於seg 一词中。參見挪威語音系。 |
| 西班牙語 | 標準歐陸西班牙語 |             | [ˈpɾe̞ð̞ɾäɣ̞̊]  | 普雷德拉格 | /ɡ/在斷音前的同位異音，參見西班牙語音系                                                                                          |

## 參閲
- 濁軟顎近音